# Katonalégy-alakúak
A katonalégy-alakúak (Stratiomyomorpha) a légyalkatúak alrendjének (Brachycera) egyik alrendága, mely korábbi rendszerekben általában a legyek rendszerének elején szerepelt, az egyenes bábrésű legyek osztagának (Orthorrapha) Homoeodactyla öregcsaládjában, a bögölyök családjának (Tabanidae) közelében. A rend legjelentősebb családja a katonalégyfélék (Stratiomyiidae), és ezen a csoporton kívül még két kisebb család is tartozik a rendbe. Közös jellemzésük nehéz, de elmondható, hogy lárváik általában szaprofágok, és főképp a korhadó fában fejlődnek.

## Fordítás
- Ez a szócikk részben vagy egészben  a   Stratiomyomorpha című angol Wikipédia-szócikk fordításán alapul.  Az eredeti cikk szerkesztőit annak laptörténete sorolja fel. Ez a jelzés csupán a megfogalmazás eredetét és a szerzői jogokat jelzi, nem szolgál a cikkben szereplő információk forrásmegjelöléseként.